# Weimar Berkaer Bahnhof
Weimar Berkaer Bahnhof – stacja kolejowa w Weimarze, w kraju związkowym Turyngia, w Niemczech. Znajduje się na linii Weimar – Kranichfeld. Według DB Station&Service ma kategorię 6.

## Położenie
Stacja kolejowa Berkaer znajduje się w zachodniej części miasta Weimar, około kilometr od centrum miasta i dwa kilometry od dworca kolejowego Weimar. 

## Linie kolejowe
- Linia Weimar – Kranichfeld